# Hombre (informatica)
Hombre è stato un chipset RISC di Amiga, progettato dalla Commodore, doveva introdurre alla nuova generazione denominata come CD64, affiancata da una scheda video 3D PCI. Alla fine però il chipset venne cancellato definitivamente a causa della bancarotta di Commodore International.

## Storia
Nel 1993, la Commodore International cedette lo sviluppo del chipset AAA quando capirono che i cloni dei PC convenzionali avrebbero avuto prestazioni simili al rilascio.
Per sostituire il chipset predecessore, Commodore incominciò a progettare un nuovo chipset grafico 3D a 64bit basato sull'architettura PA-RISC, per la base di una nuova serie di personal computer di Amiga. Il nome Hombre (deriva dallo spagnolo, che significa uomo), venne sviluppato in collaborazione con Hewlett-Packard (HP) per un periodo stimato di diciotto mesi.

## Retrocompatibilità
Hombre non supporta alcuna modalità planare, né alcuna emulazione per il precedente chipset, neppure per le CPU Motorola 680x0, quindi era completamente incompatibile con i vecchi modelli. Secondo il progettista di Hombre, Dr. Ed Hepler, Commodore intendeva produrre un Amiga AGA su un singolo chip per risolvere i problemi di compatibilità con le versioni precedenti. Questo singolo chip doveva includere il core Motorola MC680x0, oltre al chipset AGA. Il chip avrebbe dovuto essere integrato nei computer basati su Hombre per la compatibilità con le versioni precedenti del software AGA.

## Design
Hombre è basato su due tipi di chip: uno per il controllo del sistema mentre l'altro per il controllo del display. Il chip del controllo del sistema è stato progettato dal Dr. Ed Hepler, designer del chip AAA. Il chip è simile in linea di principio a quello trovato in Agnus, Alice e Andrea dei chipset Amiga.

## Caratteristiche
Hombre venne progettato per compiere una rottura netta dei tradizionali chipset Amiga senza un supporto per la modalità grafica planare. Commodore inoltre decise di abbandonare il supporto degli otto sprite originali, poiché al momento gli sprite erano diventati poco interessanti per gli sviluppatori in confronto ai suoi blitter molto più veloci.

## Vedi altro
- PA-RISC (architettura di microprocessori)